# آنا سانابريا
آنا سانابريا (بالإسبانية: Ana Cristina Sanabria)‏ هي دراجة كولومبية، ولدت في 2 مايو 1990 في Zapatoca ‏ في كولومبيا.

## سجل الفوز

### سباقات أو مراحل فاز بها
| التاريخ        | السباق                                                                             | المركز                                             |
| -------------- | ---------------------------------------------------------------------------------- | -------------------------------------------------- |
| 20 أكتوبر 2010 | سباق الطريق للسيدات في بطولة كولومبيا 2010                                         | المركز الثاني                                      |
| 15 نوفمبر 2012 | سباق الطريق للسيدات في بطولة كولومبيا 2012                                         | المركز الثالث                                      |
| 14 نوفمبر 2015 | سباق الدراجات ضد الساعة للسيدات في بطولة كولومبيا 2015                             | الفائز في التصنيف العام                            |
| 16 نوفمبر 2015 | سباق الطريق للسيدات في بطولة كولومبيا 2015                                         | المركز الثالث                                      |
| 18 فبراير 2016 | سباق الدراجات ضد الساعة للسيدات في بطولة كولومبيا 2016                             | الفائز في التصنيف العام                            |
| 13 نوفمبر 2016 | Vuelta a Colombia Femenina 2016                                                    | الفائز في التصنيف العام                            |
| 24 فبراير 2017 | سباق الدراجات ضد الساعة للسيدات في بطولة كولومبيا 2017                             | الفائز في التصنيف العام                            |
| 22 يوليو 2017  | سباق لو تور دو فرانس 2017                                                          | الثامن في التصنيف العام                            |
| 24 أكتوبر 2017 | Vuelta a Colombia Femenina 2017, prologue                                          | فائز المرحلة، متصدر الترتيب العام في نهاية المرحلة |
| 29 أكتوبر 2017 | Vuelta a Colombia Femenina 2017                                                    | الفائز في التصنيف العام                            |
| 03 مايو 2018   | Contre-la-montre féminin aux championnats panaméricains de cyclisme sur route 2018 | المركز الثالث                                      |
| 14 أكتوبر 2018 | Vuelta a Colombia Femenina 2018                                                    | الفائز في التصنيف العام                            |
| 01 فبراير 2019 | سباق الدراجات ضد الساعة للسيدات في بطولة كولومبيا 2019                             | المركز الثاني                                      |
| 30 يناير 2020  | سباق الطريق ضد الساعة للسيدات في بطولة كولومبيا 2020                               | الفائز في التصنيف العام                            |
| 17 يونيو 2021  | سباق الطريق ضد الساعة للسيدات في بطولة كولومبيا 2021                               | المركز الثاني                                      |
| 14 أغسطس 2022  | 2022 Vuelta a Colombia Femenina                                                    | الفائز في ترتيب التسلق                             |
| 02 فبراير 2023 | 2023 Colombia National Road Cycling Championships - Women ITT                      | المركز الثالث                                      |
| 30 يوليو 2023  | 2023 Vuelta a Colombia Femenina                                                    | المركز الثالث                                      |
| 25 يناير 2024  | 2024 Colombia National Road Cycling Championships - Women ITT                      | المركز الثالث                                      |

## وصلات خارجية
- آنا سانابريا على موقع الاتحاد الدولي للدراجات (الإنجليزية)
- آنا سانابريا على موقع أرشيف الدراجات (الإنجليزية)
- آنا سانابريا على موقع إحصائيات الدراجات الإحترافية (الإنجليزية)
- آنا سانابريا على موقع نسبة الدراجات (الإنجليزية)
- آنا سانابريا على موقع أوليمبيديا (الإنجليزية)